# Pseudescherichia
Genre
Pseudescherichia est un genre de bacilles Gram négatifs (BGN) de la famille des Enterobacteriaceae. Son nom qui comporte la racine grecque pseudo- (ψεύδος,-ους : mensonge, erreur) peut se traduire par « faux Escherichia ». Il fait référence au genre bactérien Escherichia dans lequel cette espèce était auparavant incluse.
En 2022 c'est un genre monospécifique, l'unique espèce connue Pseudescherichia vulneris (Brenner et al. 1983) Alnajar & Gupta 2017 étant également l'espèce type du genre.